# Final Fantasy IV the After: Tsuki no Kikan
Final Fantasy IV the After: Tsuki no Kikan (ファイナルファンタジーIV ジ・アフター -月の帰還-, Fainaru Fantajī Fō Ji Afutā -Tsuki no Kikan-, Final Fantasy IV the After: Return of the Moon) är ett japanskt rollspel, skapat och utvecklat av Square Enix för mobiltelefoner, och är uppföljare till Final Fantasy IV. Spelets två första kapitel släpptes i Japan februari 2008. Handlingen (i nuläget bara i Japan) är uppdelad i kapitel som släpps varje månad. Den första episoden är gratis att laddas ner, medan de efterföljande kapitlen distribueras genom prenumeration.

## Handling
Efter händelserna i Final Fantasy IV, lämnar den andra månen den blå planetens omloppsbana och en period av fred uppstår. Under denna period skulle Damcyan, Eblan och Rydias hemby Mist återuppbyggas, medan kungadömet Baron styrs av kung Cecil och drottning Rosa. Men 17 år senare har den andra månen dykt upp i skyn återigen, mycket närmare planeten än vad den gjorde flera år tidigare. Kristallerna börjar att avge ett svagt ljus, men meningen bakom dessa händelser förblir okänd.

## Karaktärer
Flera nya karaktärer uppstår i Final Fantasy IV the After tillsammans med många av de medverkande personerna i Final Fantasy IV, fast nu 17 år äldre. Här är ett urval av dem:

### Ceodore
Son till kung Cecil och drottning Rosa av kungadömet Baron, spelets huvudperson. Han går med Red Wings, Barons luftflotta, och blir utnämnd till riddare. Under hans första expedition bevittnar han den andra månens återkomst. När flottan attackeras av en mystisk kvinna med blått hår, beklädnad och kraftfull magi, blir Ceodore den ende överlevande, och ansluter sig senare till sin far för att skydda slottet när Baron är under belägring.

### Biggs och Wedge
Två medlemmar i Red Wings. Det visar sig att de var med Red Wings attack mot Mysidia flera år tidigare (början av Final Fantasy IV) och var de soldater som ifrågasatte Cecils handlingar. De försvann medan de skyddade Ceodore under den Mystiska Kvinnans attack, som slutade med att flottans alla andra medlemmar dog.

### Ursula
Yangs enda dotter och kungadömet Fabuls prinsessa. Under sin uppväxt får hon titta på Yangs form och träning och längtar efter en sådan styrka sedan hon var liten. Men hon är irriterad på sin far, som vägrar ge henne lektioner.

### Återkommande karaktärer från Final Fantasy IV
- Cecil -
- Rosa
- Cain
- Rydia
- Edge
- Cid
- Yang
- Gilbart
- Palom
- Porom
- Luca